# Gljosi
Gljosi är en sjö i Älvdalens kommun i Dalarna och ingår i Dalälvens huvudavrinningsområde. Sjön har en area på 0,356 kvadratkilometer och ligger 482,9 meter över havet. Sjön avvattnas av vattendraget Gljon.

## Delavrinningsområde
Gljosi ingår i det delavrinningsområde (682424-136678) som SMHI kallar för Mynnar i Ransi. Medelhöjden är 489 meter över havet och ytan är 21,45 kvadratkilometer. Räknas de 2 avrinningsområdena uppströms in blir den ackumulerade arean 38,8 kvadratkilometer. Gljon som avvattnar avrinningsområdet har biflödesordning 4, vilket innebär att vattnet flödar genom totalt 4 vattendrag innan det når havet efter 500 kilometer. Avrinningsområdet består mestadels av skog (58 procent) och sankmarker (36 procent). Avrinningsområdet har 0,59 kvadratkilometer vattenytor vilket ger det en sjöprocent på 2,7 procent.